# 十万辻断層
十万辻断層（じゅうまんつじだんそう）は兵庫県宝塚市や川西市を主とする14kmの左横ずれ断層である。
平均活動間隔は、約1万6千年で、単位変化量は1.6mである。最新活動時期がわからないため、地震後経過率が出せない。ポアゾン過程モデルによると、30年以内に地震が発生する確率は約0.2%。